# Caio Emílio Mamercino
Caio Emílio Mamercino (em latim: Gaius Aemilius Mamercinus) foi um político da gente Postúmia nos primeiros anos da República Romana, eleito tribuno consular por duas vezes, em 394 e 391 a.C.. É neto de Tibério Emílio Mamercino, cônsul em 470 e 467 a.C.

## Primeiro tribunato consular (394 a.C.)
Em 394 a.C. foi eleito com Marco Fúrio Camilo, Espúrio Postúmio Albino Regilense, Lúcio Valério Publícola, Públio Cornélio Cipião e Lúcio Fúrio Medulino (cônsul em 413 a.C.). A Fúrio Camilo foi encarregada a campanha contra os faliscos que acabou com a rendição de Falérios à Roma. Camilo aproveitou a oportunidade para desviar a atenção dos difíceis conflitos sociais que assolavam cidade focando a população num único conflito externo. Ele cercou Falérios e, depois de rejeitar como imoral a proposta de um professor local de entregar a maior parte das crianças locais aos romanos, os falérios ficaram muito agradecidos e juraram lealdade aos romanos.
A Caio Emílio e Espúrio Postúmio foi encarregada a campanha contra os équos. Os dois tribunos, depois de haver derrotado os inimigos em uma batalha campal, decidiram que, enquanto Caio Emílio ficaria responsável por Verrugine, Postúmio seguiria saqueando o território dos équos. Mas os romanos, durante esta ação, foram surpreendidos e derrotados por um ataque dos équos. Apesar da derrota e do fato de muitos soldados da guarnição de Verrugine estarem refugiados em Túsculo temendo um novo ataque dos équos, Postúmio conseguiu reorganizar o exército e obteve vitória completa contra os équos.

## Segundo tribunato (391 a.C.)
Caio Emílio foi eleito tribuno consular pela última vez em 391 a.C. com Lúcio Lucrécio Tricipitino Flavo, Sérvio Sulpício Camerino, Lúcio Emílio Mamercino, Agripa Fúrio Fuso e Lúcio Fúrio Medulino. A Lúcio Lucrécio e a Caio Emílio coube a campanha contra os volsínios e a Agripa Fúrio e a Sérvio Sulpício, a contra os sapienatos, interrompida por causa da epidemia que se abateu sobre Roma.
Os romanos conseguiram vencer facilmente os volsínios durante a primeira e única batalha campal da campanha e começaram a arrasar o território inimigo, ao fim da qual os volsínios obtiveram uma trégua de vinte anos em troca do quanto fora roubado dos romanos no ano anterior e o pagamento do valor devido aos soldados romanos para o ano corrente. Os sapienatos, depois de saberem da rendição de seus aliados, se retiraram, deixando seu próprio território indefeso aos raides romanos.
Foi durante este tribunato que Marco Fúrio Camilo foi acusado pelo tribuno da plebe Lúcio Apuleio de ter distribuído de modo injusto o butim conseguido depois da captura de Veios, decidiu se exilar voluntariamente em Ardea.
No entanto, os galos sênones (em latim: galli senoni), liderados por Breno, cercaram Clúsio, que enviou embaixadores à Roma para pedir ajuda.